# ليونارد كاتلر
ليونارد كاتلر (بالإنجليزية: Leonard Cutler)‏ هو عالم أمريكي، ولد في 1928، وتوفي في 2006.